# 屈维莱尔
屈维莱尔（法語：Cuvillers）是法国北部-加来海峡大区诺尔省的一个市镇，属于康布雷区西康布雷县。该市镇2009年时的人口为201人。

## 人口
屈维莱尔人口变化图示
| 数据来源：INSEE |